# Petersstift Nörten
Das Petersstift Nörten war ein Kollegiatstift in Nörten, das von 1055 bis 1803 bestand. Nach dem Patronat Petrus und Maria hieß es Petersstift. Die zugehörige Stiftskirche in Nörten wurde im Dreißigjährigen Krieg zerstört.

## Vorgeschichte
Um 1000 war die genaue Ausdehnung der Diözese Mainz nach Norden noch unklar. Zwar war die fuldaische Christianisierungsmission nach Norden hin zum Stillstand gekommen, da das Kloster Brunshausen isoliert geblieben war, sodass Mainz die Missionierung oblag. Dennoch deckte sich die weltliche Zuordnung von Orten zu Gauen aus fränkischer Zeit nicht mit der geistlichen, zumal sich die Gauaufteilung zugunsten verschiedener weltlicher Landesherrschaften auflöste. Eine größere Rolle spielten daher naturräumliche und verkehrsmäßige Gegebenheiten. Grenzlagen mainzischer Urpfarreien waren etwa Dassel im Nordwesten (gegenüber Corvey, Paderborn und Hildesheim), Greene im Norden (gegenüber dem Reichsstift Gandersheim) und Gittelde im Nordosten (gegenüber Hildesheim und Halberstadt). Die Gründung des zum Ausbau geplanten Stiftes erfolgte daher in deren Mittellage und lag somit noch günstiger als das Kloster Pöhlde.

## Archidiakonat

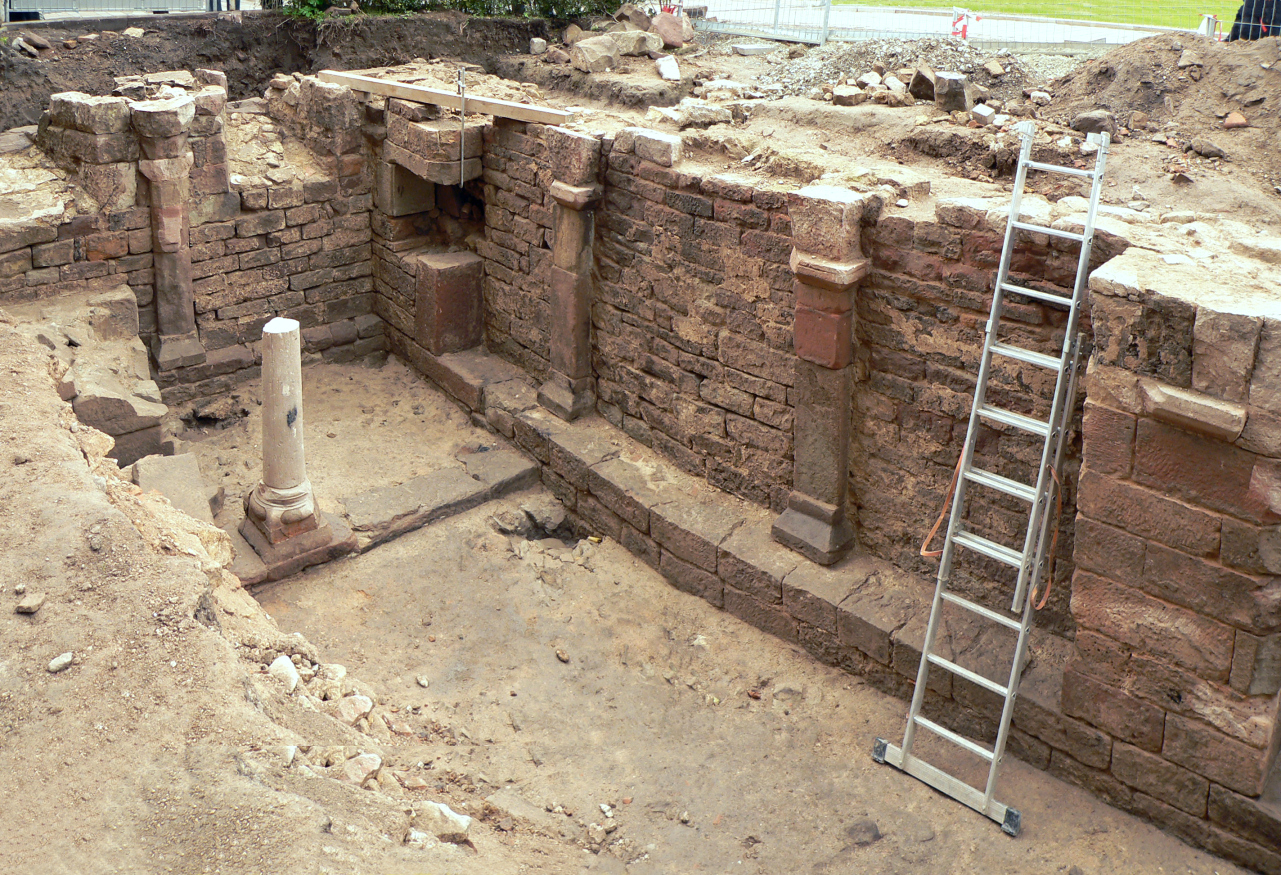
Südöstlicher Bereich der 2014 freigelegten Krypta der ehemaligen Stiftskirche in Nörten mit freistehender Säule und zerschlagenem Altar links

1055 gründete Erzbischof Luitpold I. (von 1051 bis 1059 Erzbischof von Mainz) das Stift. Erste Stiftausstattung waren die Kirchen in Nörten (St. Martin) und Geismar. Das Stift übernahm auch das Nörtener Erzpriesteramt, aus dem sich der Archidiakonatssitz entwickelte. In den folgenden Jahrhunderten wurden im Umfeld bereits bestehender Urpfarreien weitere Kirchen gegründet und die Pfarrorganisation verbessert. Etwa ab der Zeit Adalberts wurde die weltliche Verwaltung auf die Burg Rusteberg verlagert (für begrenzte Aufgaben auch auf die Burgen Hardenberg und Gieselwerder). Die Zentralisierung der geistlichen Rechtsprechung im Amt des Archidiakons, also in den Händen des Propstes, rief eine kleine Gegenbewegung hervor, in der sich einige Pfarrer in diesem Bezirk zu Kalanden zusammenschlossen, darunter der St.-Georgs-Kaland Göttingen. Um 1500 erreichte die Entwicklung des Stiftes ihren Höhepunkt, da 1542 im Fürstentum Calenberg, zu dem Nörten bereits gehörte, die Reformation eingeführt wurde. Damit erlosch das archidiakonale Amt. Der Männerkonvent schloss sich der Reformation aber nicht an. 1626 ließ Herzog Christian von Braunschweig das Stift niederbrennen. Einige Jahre später nahmen die Kanoniker ihre Arbeit wieder auf. Die Zugehörigkeit zu Mainz endete formal 1802, danach kam es zu jahrelangen Besitzstreitigkeiten zwischen dem Königreich Preußen und dem Kurfürstentum Braunschweig-Lüneburg, die 1815 in einem Vertrag zu Gunsten des Königreiches Hannover endeten.
Südlich benachbarte mainzische Archidiakonate hatten ihren Sitz in Hofgeismar, Fritzlar, Heiligenstadt und Jechaburg. Geistliche Exklave war das Archidiakonat Einbeck des Alexandristifts.
Um 1500 bestand das Archidiakonat Nörten neben dem Kapitel des Chorherrenstiftes selbst aus den Konventen der Mönchsklöster Bursfelde, Katlenburg, Northeim, Pöhlde, Reinhausen, Steina und Zellerfeld, den Konventen der Nonnenklöster Fredelsloh, Höckelheim, Lippoldsberg, Mariengarten, Osterode, Weende und Wiebrechtshausen sowie den Sedes (d. h. Erzpriesterkirchen mit zugeordneten Pfarrkirchen) Berka (55 Kirchen), Dransfeld (22 Kirchen), Geismar (40 Kirchen), Greene (9 Kirchen), Hohnstedt (20 Kirchen), Moringen (16 Kirchen), Nörten (34 Kirchen), Oedelsheim (20 Kirchen), Oldendorf (24 Kirchen), Seeburg (19 Kirchen), Sieboldshausen (26 Kirchen) und Stöckheim (14 Kirchen).

## Pröpste

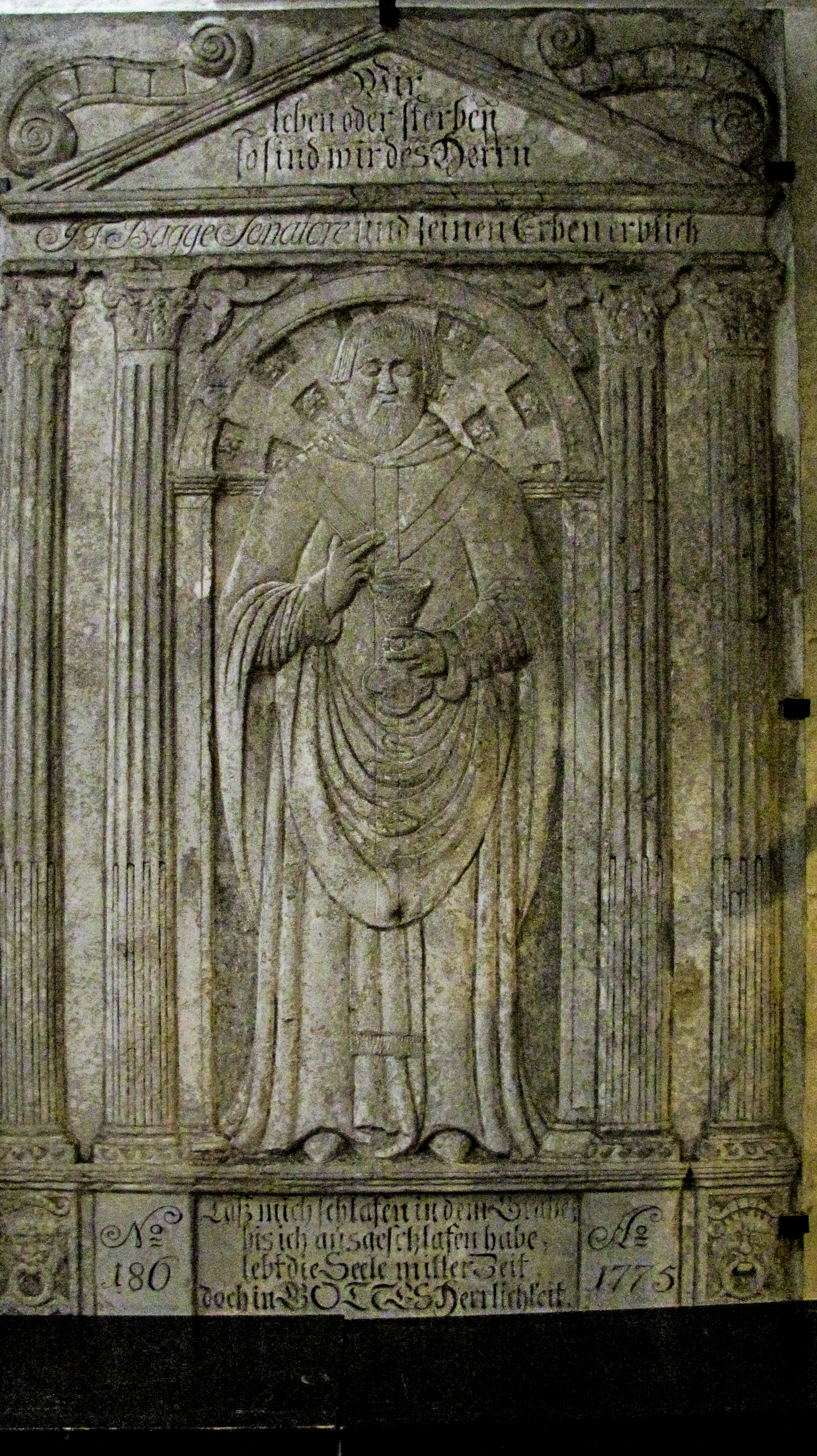
Grabplatte des Propst Andreas Angerstein im Lübecker Dom

- Der erste Propst ist nicht bekannt.
- Aeppelin ca. 1082
- Adelger ca. 1095–1102
- Walther ca. 1123–1141
- Sigelo ca. 1144
- Gottschalk von Schwalenberg ca. 1162–1190
- Eppo ca. 1208
- Friedrich I. von Everstein ca. 1222
- Lupold von Hanstein ca. 1265–1315
- Heinrich von Rodenstein ca. 1317–1328
- Johann Unterschopf ca. 1328–1335
- Kuno II. von Falkenstein ca. 1335–1346
- Johann von Plesse ca. 1346–1363
- Hermann II. von Hessen ca. 1363
- Dietrich von Hardenberg
- Heinrich von der Linden
- Johann von Driven
- Wilhelm, genannt Cardinael
- Arnold, genannt Cardinael
- Heinrich Ernesti ca. 1394
- Detmar von Hardenberg ca. 1403
- Johann Stalberch ca. 1403
- Baroncus Philippi de Pistorio ca. 1404
- Heinrich Sydenhemede ca. 1404
- Hildebrand von Uslar ca. 1404–1422
- Johann von Rengelrode ca. 1424–1441
- Johann Schwaneflügel ca. 1441–1466
- Gebhard von Hardenberg ca. 1468
- Jakob Rauw ca. 1470–1480
- Tilemann Brandis ca. 1482
- Johann Pleker ca. 1519–1537
- Johann Hornemann 1538–1547
- Andreas Angerstein 1547–1570
- Henrich Bunthe 1570–1594